# Argoules
Argoules est une commune française située dans le département de la Somme en région Hauts-de-France.
Depuis juillet 2020, la commune fait partie du Parc naturel régional Baie de Somme - Picardie maritime.

## Géographie

### Localisation
Argoules est une commune picarde du Ponthieu qui se situe à la lisière du département du Pas-de-Calais, séparée par l'Authie. 
À vol d'oiseau, la localité est située à 15 km au sud-est de Montreuil-sur-Mer, 15 km au sud-ouest d'Hesdin-la-Forêt, 26 km au nord d'Abbeville et à 60 km au nord-ouest d'Amiens.
Le territoire de la commune est limitrophe de ceux de sept communes.
Les communes limitrophes sont Saulchoy, Douriez, Maintenay, Dominois, Nampont, Vironchaux et Vron.

### Nature du sol et du sous-sol
Le sol et le sous-sol de la commune sont de formation secondaire et tertiaire (Crétacé). On rencontre dans la vallée des couches d'alluvions sans doute déposées par la mer. Ces couches sont découpées par des filons de tourbe. Le plateau crayeux est recouvert d'une légère couche d'argile elle-même recouverte de terre végétale.

### Relief, paysage, végétation
Le relief de la commune est formé par la vallée de l'Authie qui limite la commune au nord et d'un plateau limité à l'ouest par la Manche, au sud par la vallée de la Maye et au nord par celle de l'Authie. Le paysage est partagé entre plaine cultivée et massifs boisés, étangs et rivière.

### Hydrographie

#### Réseau hydrographique
La commune est située dans le bassin Artois-Picardie. Elle est drainée par l'Authie, l'Argoules, le Petit Préaux et divers autres petits cours d'eau.
L'Authie, d'une longueur de 108 km, prend sa source dans la commune de Coigneux et se jette  dans la Manche, son embouchure formant une vaste baie, comprise entre Fort-Mahon-Plage et Berck, typique des estuaires picards.
Les étangs ont été créés par l'homme grâce à l'extraction de la tourbe. Des nappes phréatiques sont présentes sous le plateau et donnent naissance à des sources profondes dans la vallée. Des canaux de dessèchement ont été creusés pour évacuer le surplus d'eau.

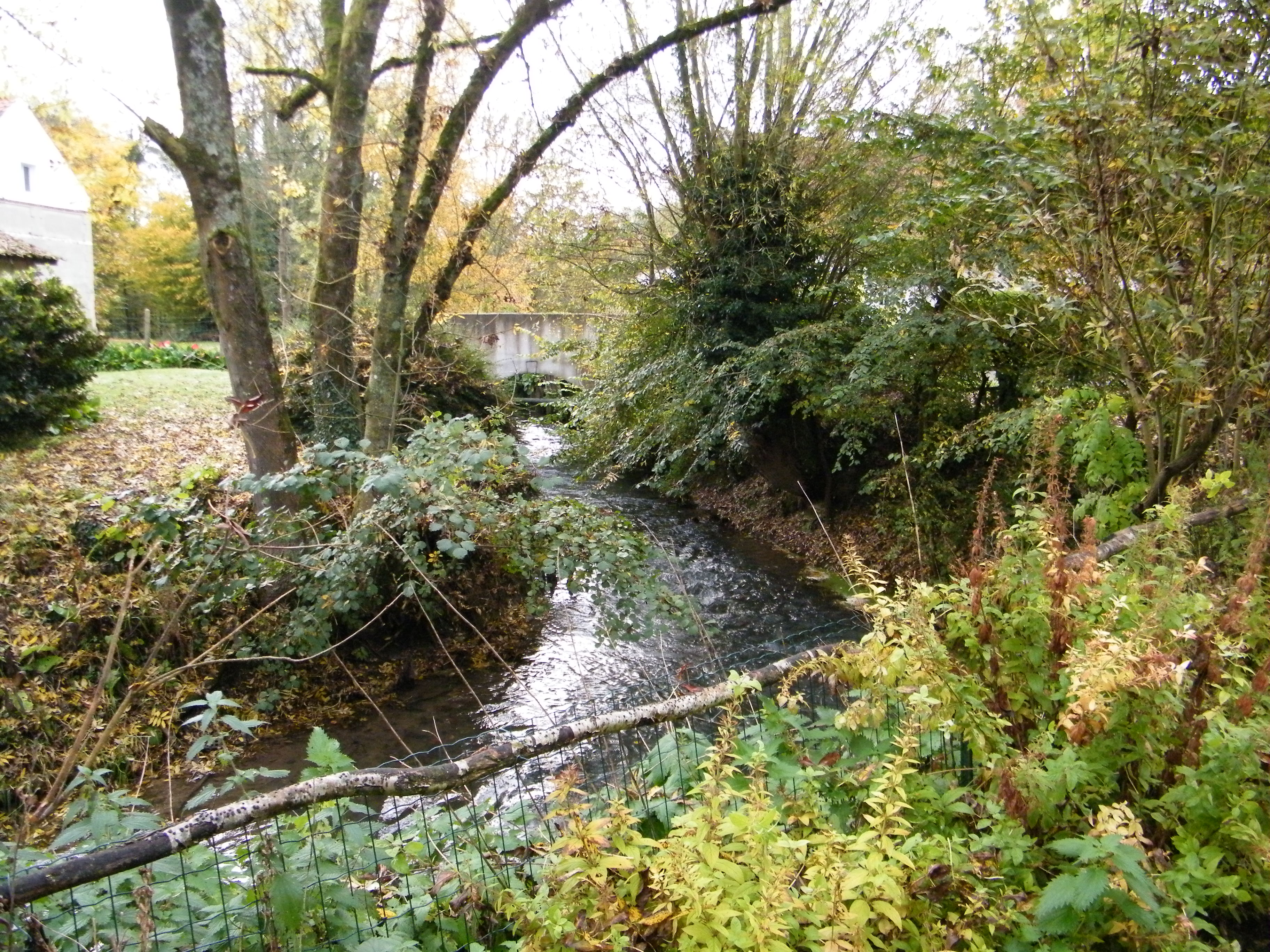
L'Authie, au niveau du vieux moulin.
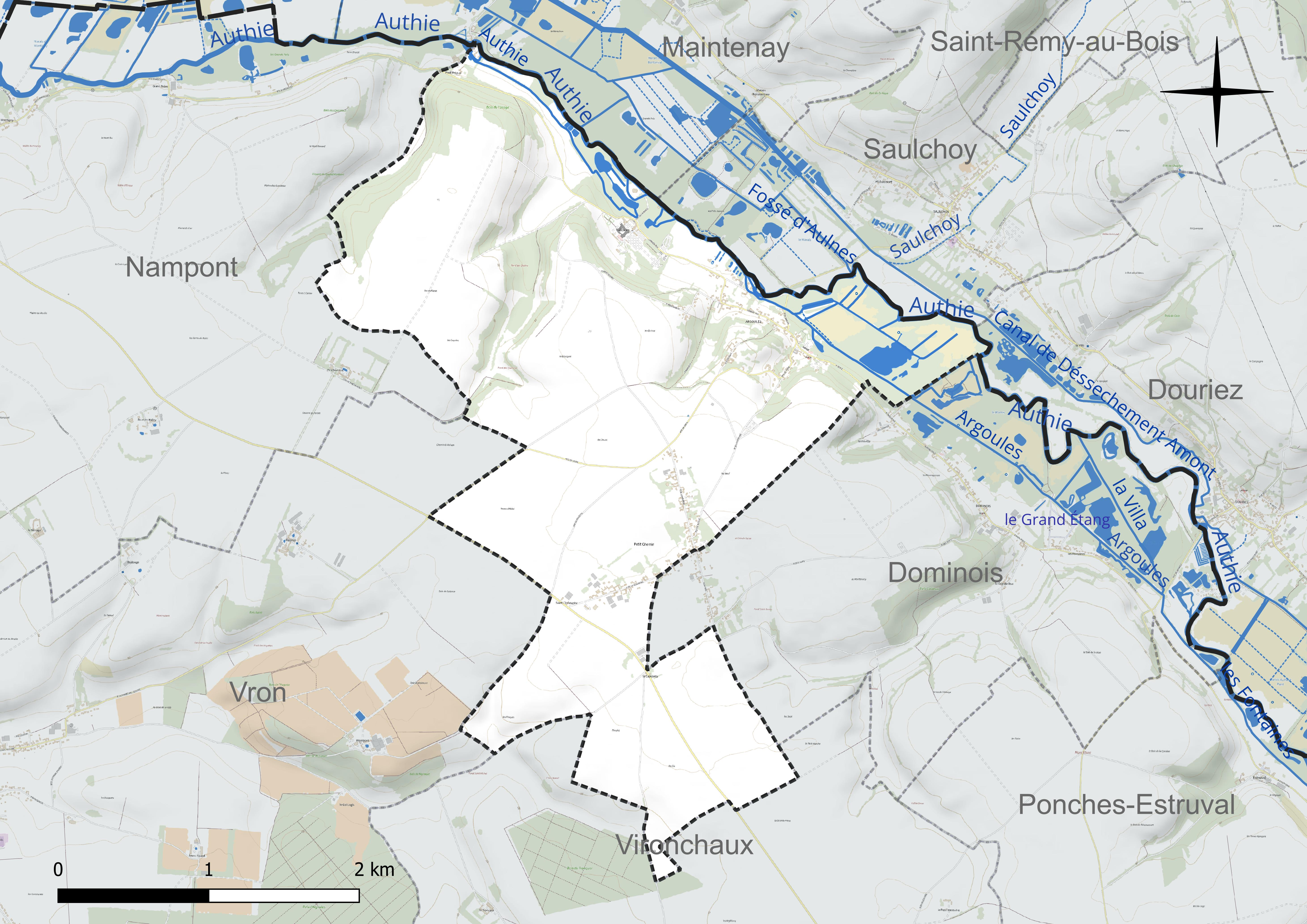
Réseau hydrographique d'Argoules.

#### Gestion et qualité des eaux
Le territoire communal est couvert par le schéma d'aménagement et de gestion des eaux (SAGE) « Authie ». Ce document de planification concerne un territoire de 1 253 km2 de superficie, délimité par le bassin versant de l'Authie. Le périmètre a été arrêté le 5 août 1999 et le SAGE proprement dit est, en 2024, en cours d'élaboration. La structure porteuse de l'élaboration et de la mise en œuvre est le syndicat mixte Canche Et Authie.
La qualité des cours d'eau peut être consultée sur un site dédié géré par les agences de l'eau et l'Agence française pour la biodiversité.

### Climat
Pour des articles plus généraux, voir Climat des Hauts-de-France et Climat de la Somme.
En 2010, le climat de la commune est de type climat océanique franc, selon une étude du CNRS s'appuyant sur une série de données couvrant la période 1971-2000. En 2020, Météo-France publie une typologie des climats de la France métropolitaine dans laquelle la commune est exposée à un climat océanique et est dans la région climatique Côtes de la Manche orientale, caractérisée par un faible ensoleillement (1 550 h/an) ; forte humidité de l'air (plus de 20 h/jour avec humidité relative > 80 % en hiver), vents forts fréquents.
Pour la période 1971-2000, la température annuelle moyenne est de 10,5 °C, avec une amplitude thermique annuelle de 12,6 °C. Le cumul annuel moyen de précipitations est de 891 mm, avec 12,5 jours de précipitations en janvier et 8,2 jours en juillet. Pour la période 1991-2020, la température moyenne annuelle observée sur la station météorologique la plus proche, située sur la commune du Touquet-Paris-Plage à 26 km à vol d'oiseau, est de 11,2 °C et le cumul annuel moyen de précipitations est de 888,8 mm,. Pour l'avenir, les paramètres climatiques de la commune estimés pour 2050 selon différents scénarios d'émission de gaz à effet de serre sont consultables sur un site dédié publié par Météo-France en novembre 2022.
La commune a un habitat groupé en trois ensembles principaux : le village d'Argoules et les hameaux de Valloires et de Petit-Chemin auxquels il convient de rajouter l'écart de la Capelette et des fermes ou maisons isolées.
L'économie de la commune repose sur l'agriculture (polyculture céréalière et plantes fourragères) et sur l'élevage bovin principalement.
Le tourisme est devenu une activité importante grâce à la présence de l'abbaye et aux jardins paysagers qui la jouxtent. La proximité du littoral de la Manche renforce l'attractivité de ce paysage bucolique.
Les activités d'aides sanitaires et sociales sont présentes dans la commune depuis 1922 à l'abbaye de Valloires.

## Urbanisme

### Typologie
Au 1er janvier 2024, Argoules est catégorisée commune rurale à habitat dispersé, selon la nouvelle grille communale de densité à sept niveaux définie par l'Insee en 2022.
Elle est située hors unité urbaine et hors attraction des villes,.

### Occupation des sols
L'occupation des sols de la commune, telle qu'elle ressort de la base de données européenne d'occupation biophysique des sols Corine Land Cover (CLC), est marquée par l'importance des territoires agricoles (79,7 % en 2018), une proportion identique à celle de 1990 (79,7 %). La répartition détaillée en 2018 est la suivante : 
terres arables (69,3 %), zones agricoles hétérogènes (10,3 %), zones humides intérieures (7,8 %), forêts (7,1 %), zones urbanisées (5,4 %), prairies (0,1 %). L'évolution de l'occupation des sols de la commune et de ses infrastructures peut être observée sur les différentes représentations cartographiques du territoire : la carte de Cassini (XVIIIe siècle), la carte d'état-major (1820-1866) et les cartes ou photos aériennes de l'IGN pour la période actuelle (1950 à aujourd'hui).

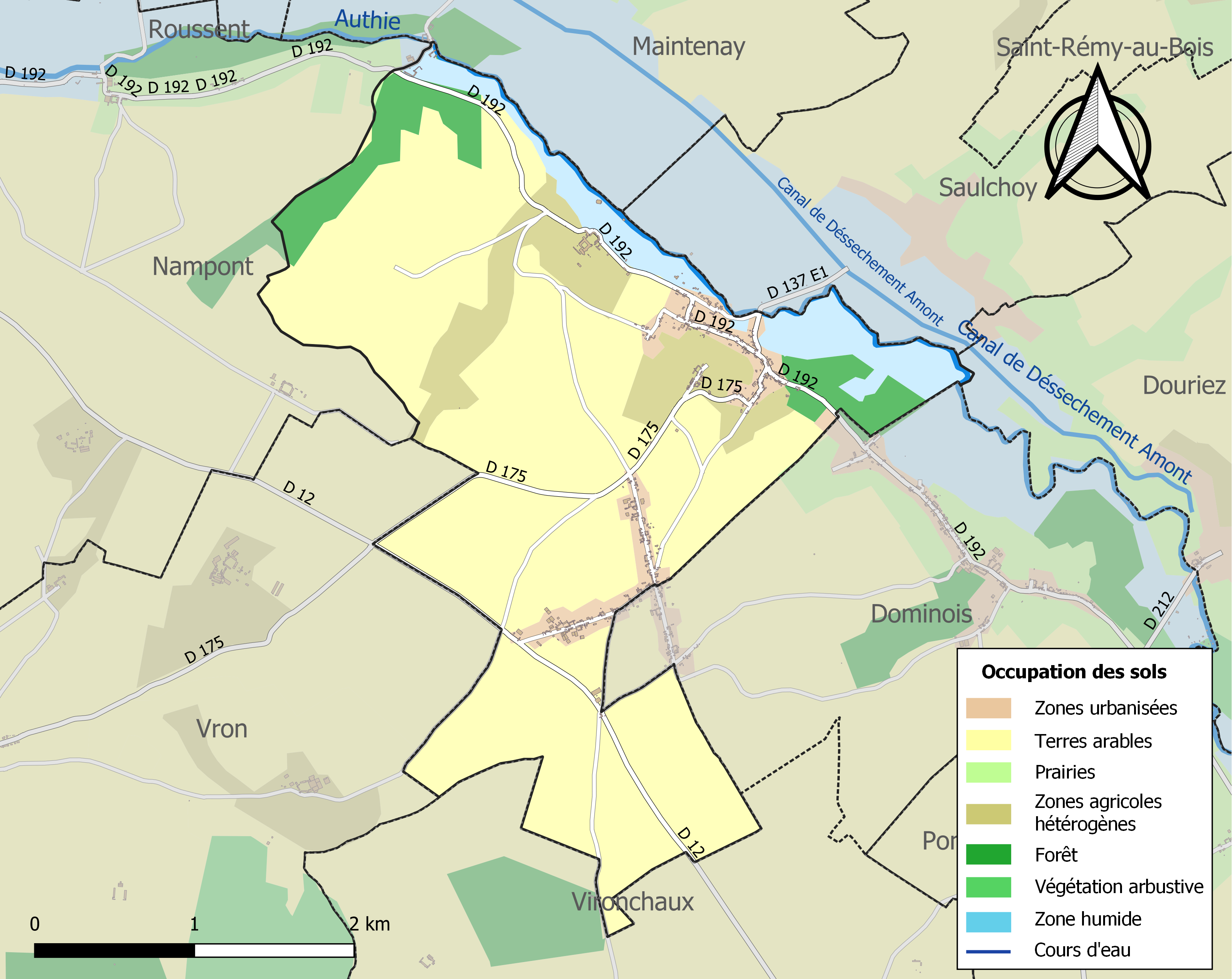
Carte des infrastructures et de l'occupation des sols de la commune en 2018 (CLC).

### Voies de communication et transports
La localité est desservie par les lignes de bus du réseau Trans'80, chaque jour de la semaine, sauf le dimanche.

## Toponymie
Le nom de la localité est attesté sous les formes Ad ullia, Ad Boulles en 360, Arguvium, Argubium en 797, Arghoves, Argoves.
Le préfixe Ar signifierait « lieu, terrain » et go ou gou « contrée délimitée par ses propres bornes ».
Argoule en picard.

## Histoire
La seigneurie d'Argoules appartenait aux XIIe et XIIIe siècles à la famille d'Argoules, elle passa le siècle suivant à la famille de Cambron, au XVe à la famille Blondel puis au siècle suivant à la famille Bensserade à laquelle on attribue la construction du château.
Le village eut à souffrir de la guerre de Trente Ans qui au XVIIe siècle opposa la France au Saint-Empire romain germanique et à l'Espagne et qui ruina l'abbaye de Valloires.
En 1776, Ambroise-Léopold Jourdain de l'Eloge, aristocrate et spéculateur, racheta la seigneurie d'Argoules. En 1791, il racheta l'abbaye de Valloires vendue comme bien national.
En 1871, après l'armistice, la commune dut subir quelque temps l'occupation prussienne. Plusieurs jeunes gens de la commune furent blessés dans le combat de 1870-1871.
En 1922, le préventorium de l'abbaye de Valloires ouvre ses portes grâce à l'action de mademoiselle Papillon.

## Politique et administration
| Période                                  | Période                       | Identité        | Étiquette | Qualité                                                                                 |
| ---------------------------------------- | ----------------------------- | --------------- | --------- | --------------------------------------------------------------------------------------- |
| Les données manquantes sont à compléter. |                               |                 |           |                                                                                         |
| mars 2001                                | mars 2008                     | René Jouy       |           |                                                                                         |
| mars 2008                                | En cours (au 10 juillet 2020) | M. Claude Patte |           | Vice-président de la CC Ponthieu-Marquenterre (2020 → ) Réélu pour le mandat 2020-2026, |

## Population et société

### Démographie

#### Évolution démographique
L'évolution du nombre d'habitants est connue à travers les recensements de la population effectués dans la commune depuis 1793. Pour les communes de moins de 10 000 habitants, une enquête de recensement portant sur toute la population est réalisée tous les cinq ans, les populations de référence des années intermédiaires étant quant à elles estimées par interpolation ou extrapolation. Pour la commune, le premier recensement exhaustif entrant dans le cadre du nouveau dispositif a été réalisé en 2007.
En 2022, la commune comptait 324 habitants, en évolution de −0,31 % par rapport à 2016 (Somme : −1,26 %, France hors Mayotte : +2,11 %). Le maximum de la population a été atteint en 1800 avec 860 habitants.
| 1793 | 1800 | 1806 | 1821 | 1831 | 1836 | 1841 | 1846 | 1851 |
| ---- | ---- | ---- | ---- | ---- | ---- | ---- | ---- | ---- |
| 812  | 860  | 660  | 847  | 843  | 849  | 841  | 794  | 773  |

| 1856 | 1861 | 1866 | 1872 | 1876 | 1881 | 1886 | 1891 | 1896 |
| ---- | ---- | ---- | ---- | ---- | ---- | ---- | ---- | ---- |
| 779  | 754  | 745  | 695  | 706  | 647  | 655  | 665  | 649  |

| 1901 | 1906 | 1911 | 1921 | 1926 | 1931 | 1936 | 1946 | 1954 |
| ---- | ---- | ---- | ---- | ---- | ---- | ---- | ---- | ---- |
| 620  | 542  | 524  | 406  | 571  | 676  | 756  | 758  | 736  |

| 1962 | 1968 | 1975 | 1982 | 1990 | 1999 | 2006 | 2007 | 2012 |
| ---- | ---- | ---- | ---- | ---- | ---- | ---- | ---- | ---- |
| 460  | 446  | 560  | 451  | 363  | 335  | 335  | 335  | 326  |

| 2017 | 2022 | - | - | - | - | - | - | - |
| ---- | ---- | - | - | - | - | - | - | - |
| 326  | 324  | - | - | - | - | - | - | - |

#### Pyramide des âges
La population de la commune est relativement jeune.
En 2018, le taux de personnes d'un âge inférieur à 30 ans s'élève à 46,6 %, soit au-dessus de la moyenne départementale (36,4 %). À l'inverse, le taux de personnes d'âge supérieur à 60 ans est de 24,9 % la même année, alors qu'il est de 26,0 % au niveau départemental.
En 2018, la commune comptait 194 hommes pour 131 femmes, soit un taux de 59,69 % d'hommes, largement supérieur au taux départemental (48,51 %).
Les pyramides des âges de la commune et du département s'établissent comme suit.
| Hommes | Classe d’âge | Femmes |
| ------ | ------------ | ------ |
| 0,0    | 90 ou +      | 3,0    |
| 5,6    | 75-89 ans    | 12,8   |
| 12,8   | 60-74 ans    | 18,8   |
| 11,8   | 45-59 ans    | 20,4   |
| 13,4   | 30-44 ans    | 13,0   |
| 10,9   | 15-29 ans    | 9,1    |
| 45,6   | 0-14 ans     | 22,9   |

| Hommes | Classe d’âge | Femmes |
| ------ | ------------ | ------ |
| 0,6    | 90 ou +      | 1,8    |
| 6,7    | 75-89 ans    | 9,4    |
| 17,2   | 60-74 ans    | 18,1   |
| 19,8   | 45-59 ans    | 19,1   |
| 18,2   | 30-44 ans    | 17,5   |
| 19,4   | 15-29 ans    | 18     |
| 18,2   | 0-14 ans     | 16,2   |

### Enseignement
La scolarité primaire est gérée par la communauté de communes.

## Économie
Ce tableau (en référence) regroupe les chiffres clés de l'économie communale.

## Culture locale et patrimoine

### Monuments
- Abbaye de Valloires : l'abbaye cistercienne de Valloires (fondée au XIIe siècle, reconstruite au XVIIIe siècle).
- Jardins de Valloires, créés en 1987 par Gilles Clément.

L'abbaye et ses jardins
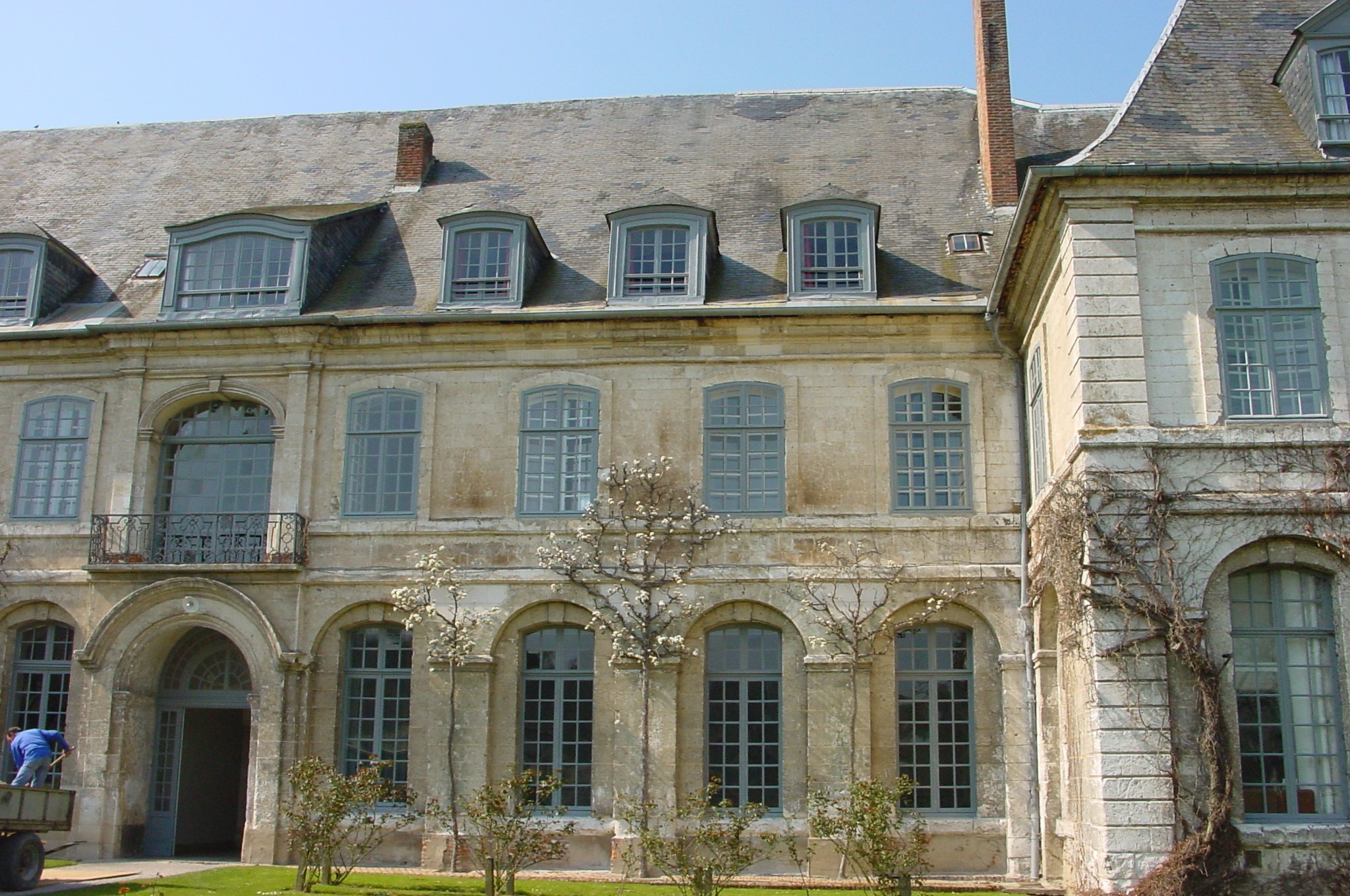
Réfectoire des moines.
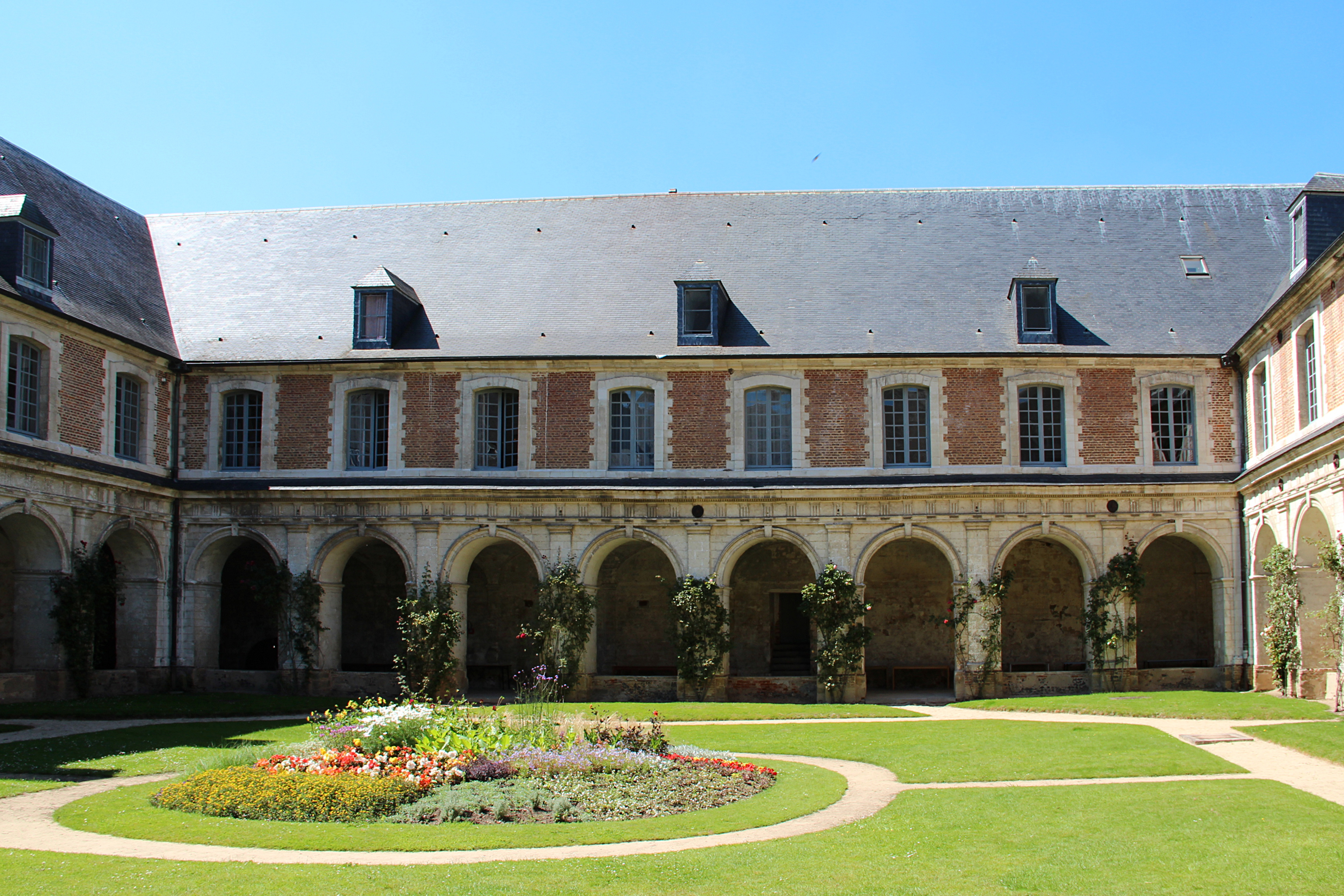
Le cloître.
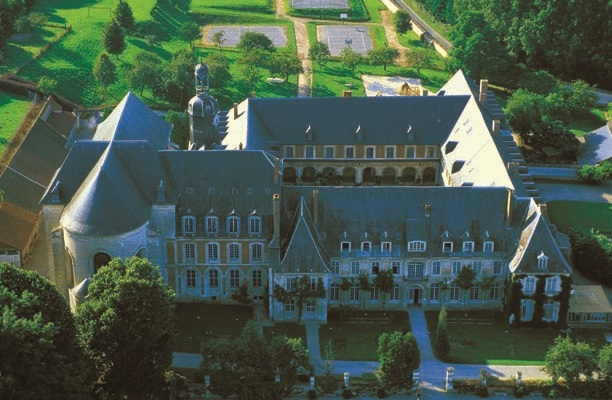
Jardins et abbaye de Valloires.
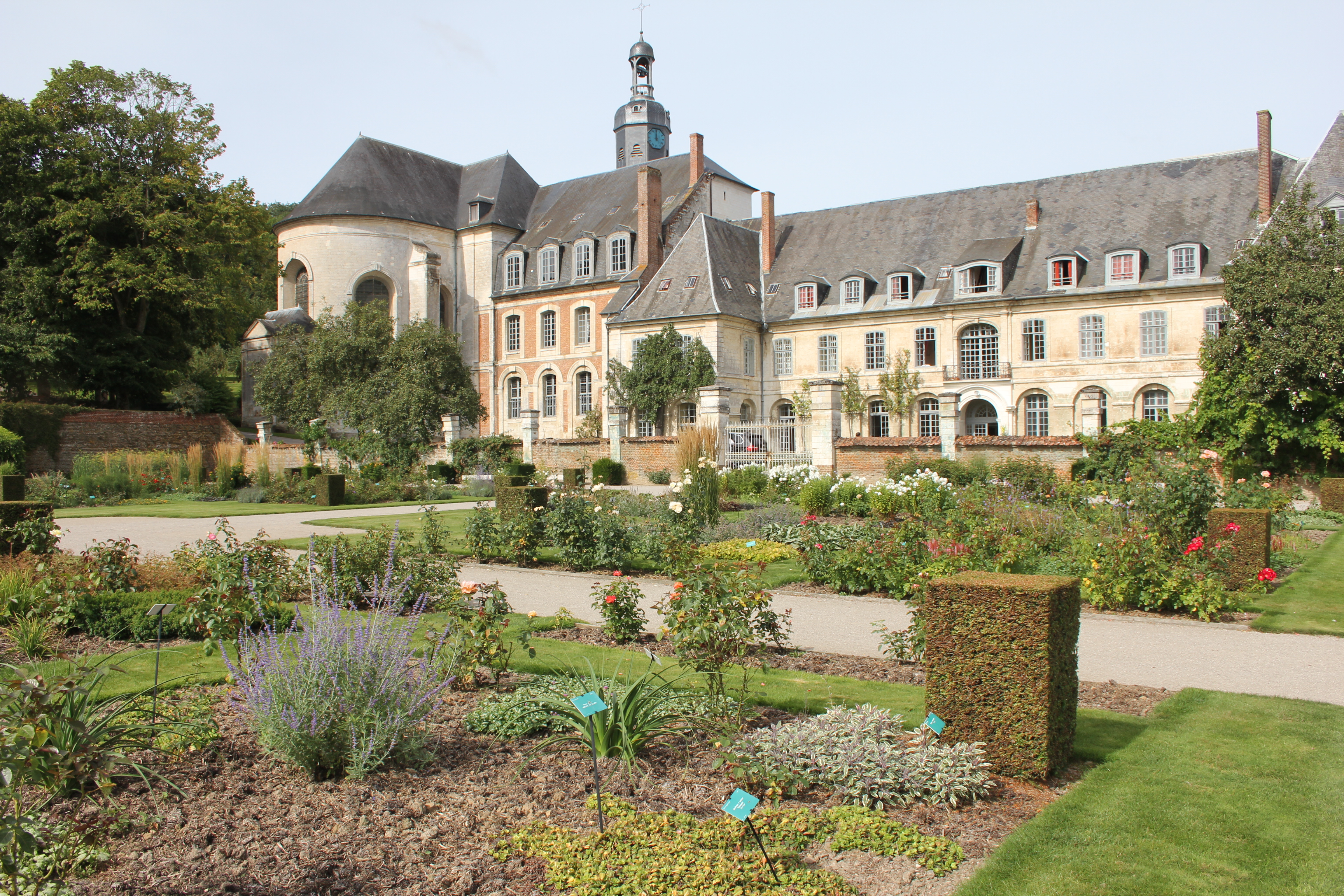
L'abbaye vue depuis ses jardins.

- Le vieux moulin, sur l'Authie
- Chapelle funéraire Jourdain de l'Étoille-Godard d'Argoules, près de l'église et du château.

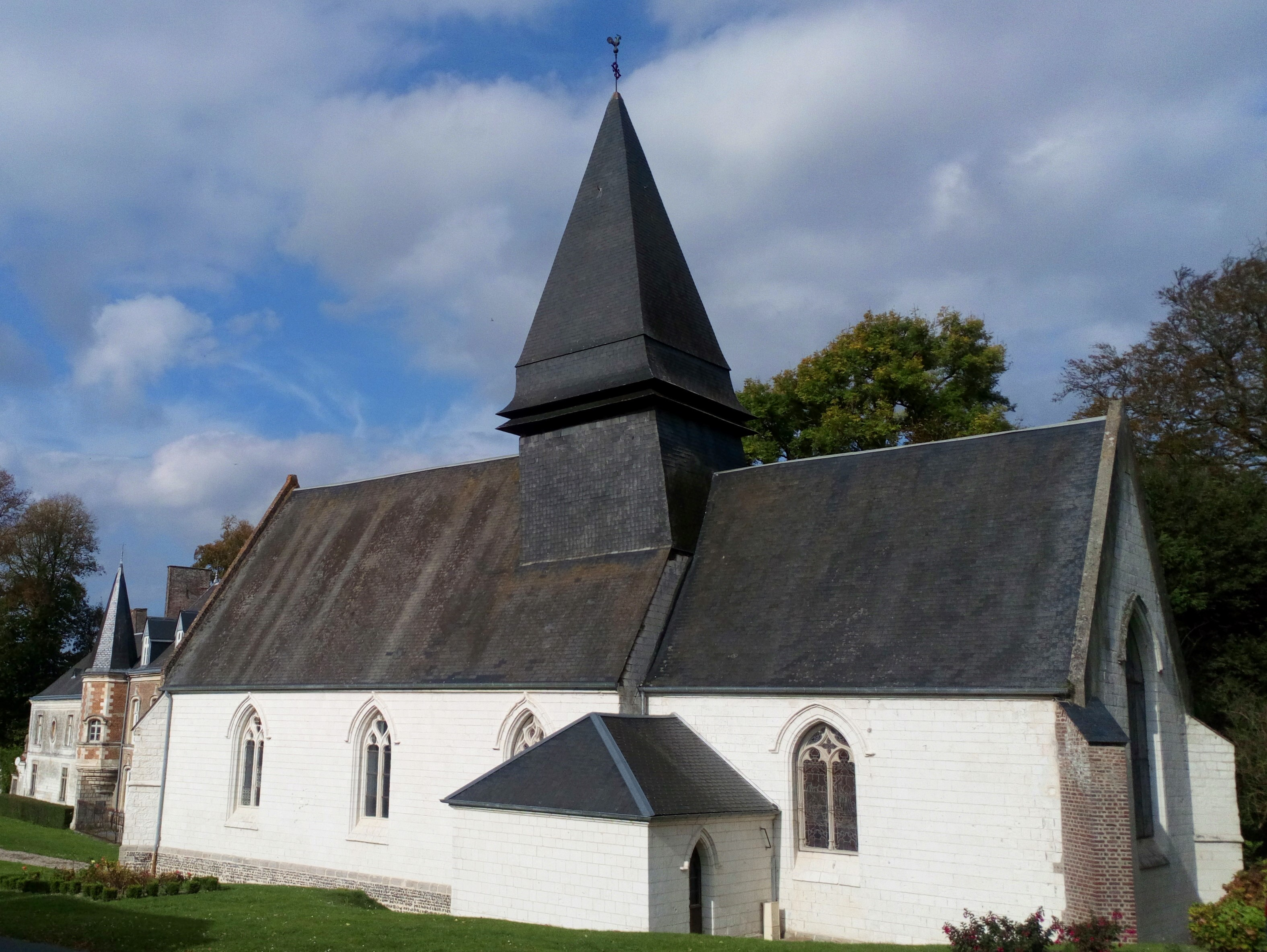
L'église.

- Église Saint-Germain : église Saint-Germain des XVe et XVIe siècles avec charpente apparente et vitraux des XVe et XVIe siècles (classés Monuments historiques).

- Chapelle Notre-Dame-du-Bon-secours : chapelle octogonale édifiée, au centre du village, en 1836, par la communauté des basiliens installée à l'abbaye de Valloires.
- Le château : le château d'Argoules est édifié en brique et pierre avec un corps de logis flanqué de quatre tourelles d'angle octogonales. Daté du XVIe siècle, il est restauré au XIXe siècle dans le style néo-gothique. Une aile en prolongement a été édifiée en pierre calcaire au cours du XVIIIe siècle.  Inscrit MH (2009).

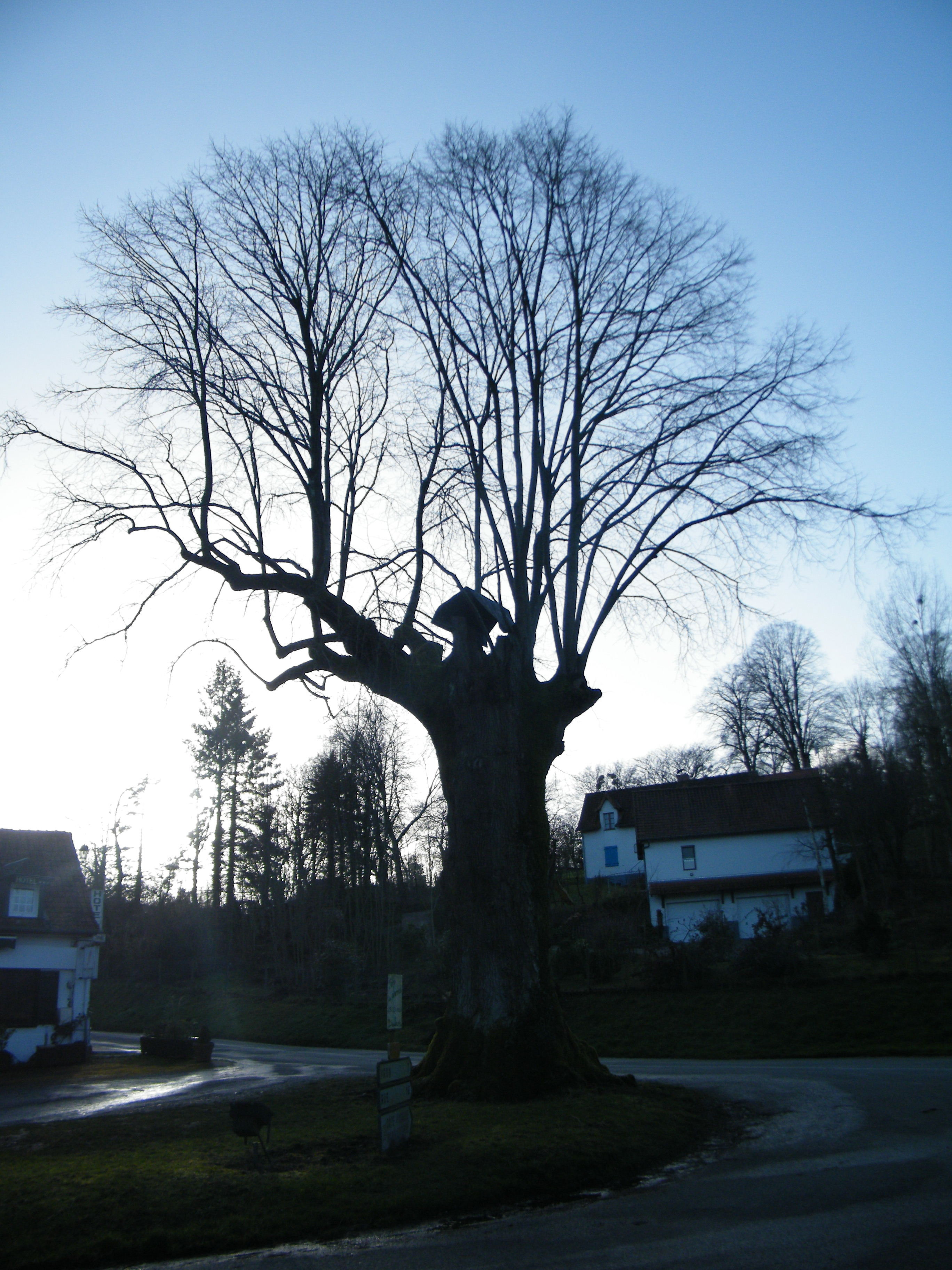
Le gros tilleul

- Vieux tilleul : un tilleul remarquable, pour certains un arbre de Sully, est planté sur la place de l'église ; il a plus de quatre mètres de circonférence et, peut-être plus de 400 ans. Pour d'autres , c'est un arbre planté à la Révolution, un arbre de la Liberté, de 1792 ou 1793. Il n'aurait alors qu'un peu plus de 220 ans environ. Il est classé monument naturel depuis le 8 janvier 1934[32]. 
Dans la nuit du 15 au 16 octobre 1987, un orage en brise une part importante ; sa survie est compromise. Une protection est mise en place et le géant renait peu à peu[33].

Il est également désigné arbre remarquable depuis juillet 2016 par l'association nationale ARBRES (Arbres remarquables, bilan, recherche, études et sauvegarde).
En 2018, il mesure plus de treize mètres de haut et accuse 5,20 m de circonférence.

Patrimoine religieux
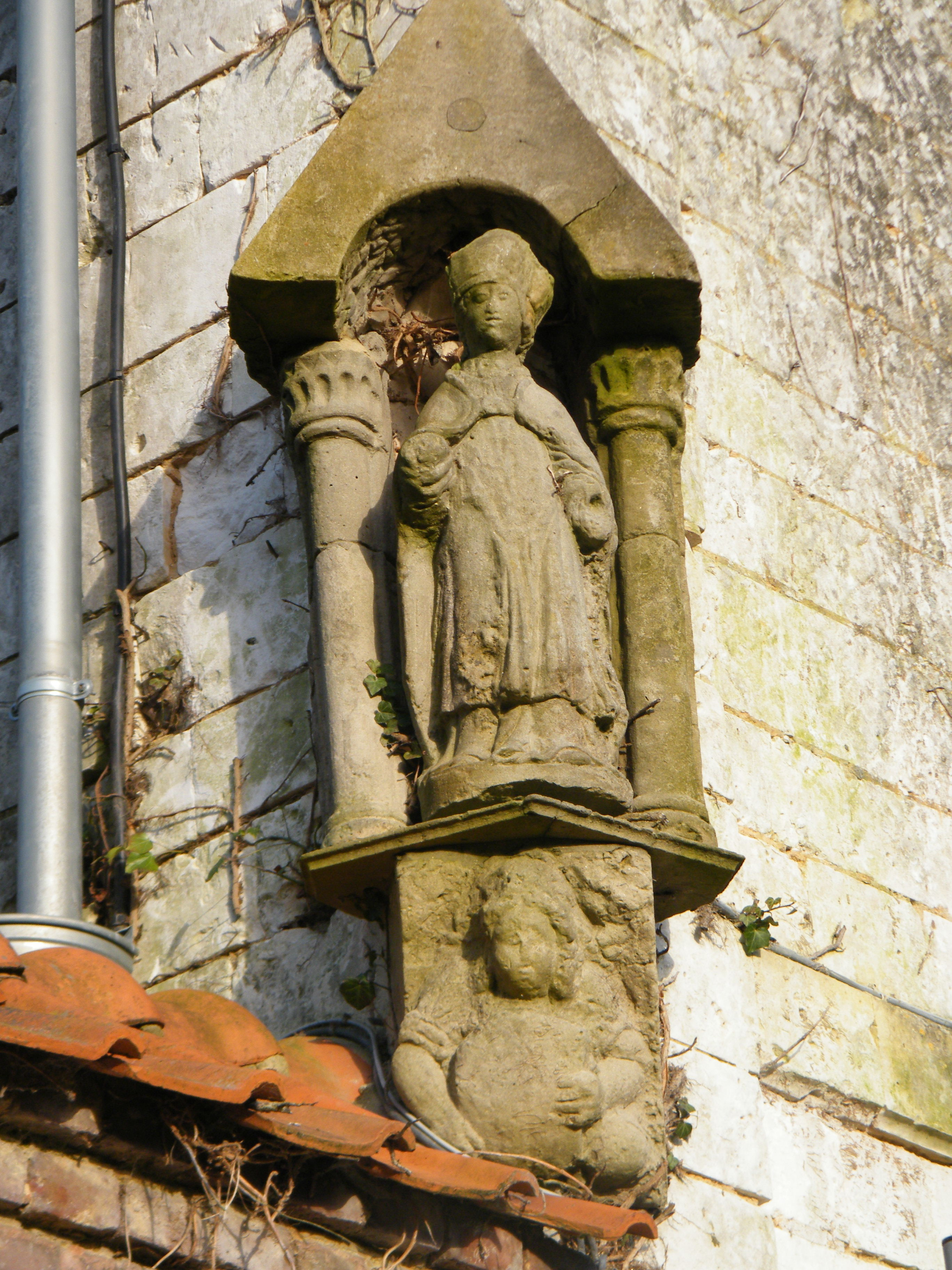
Statue sur angle de pignon du château, près de l'église.
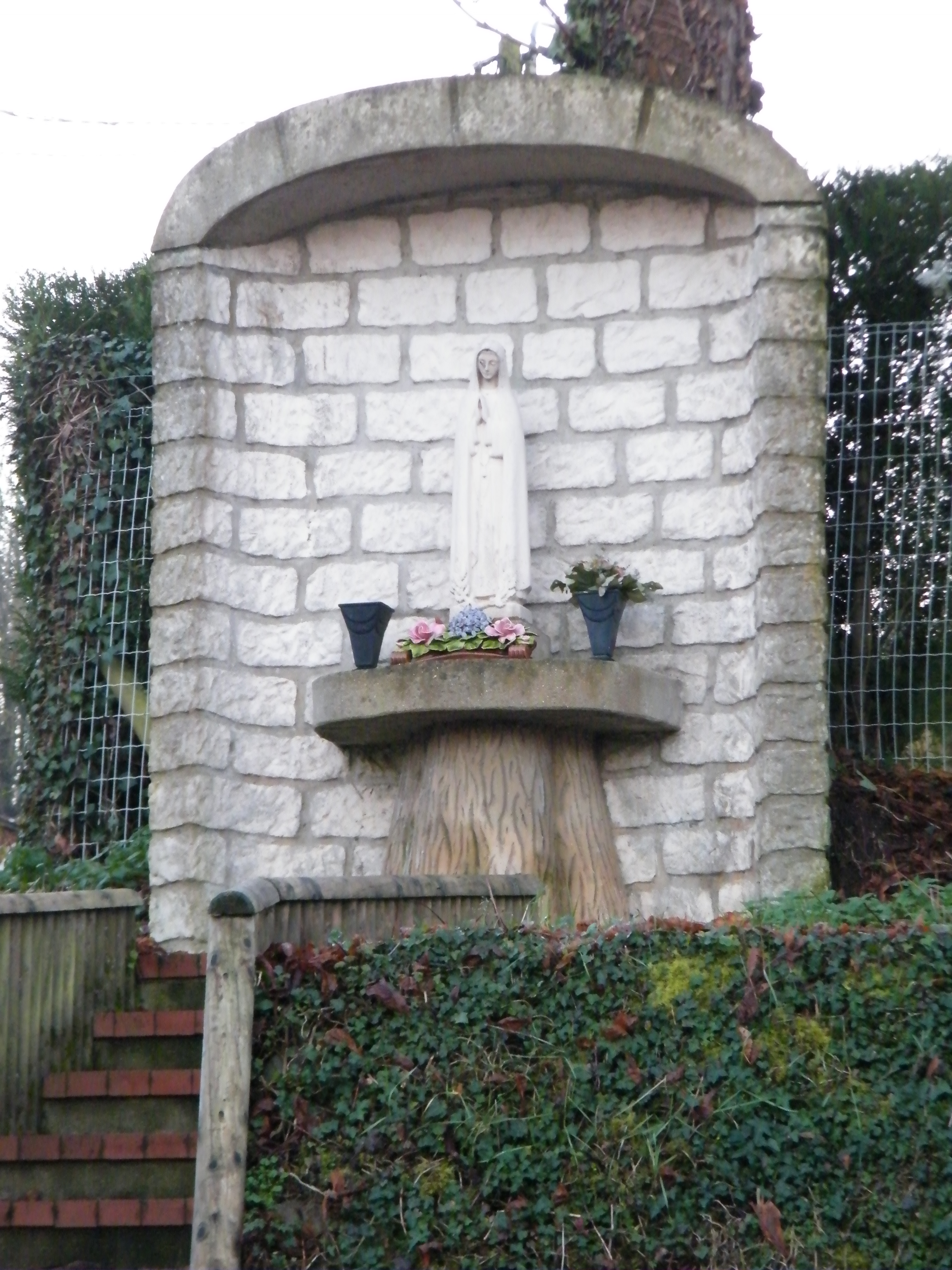
Oratoire à la Vierge de Fatima.
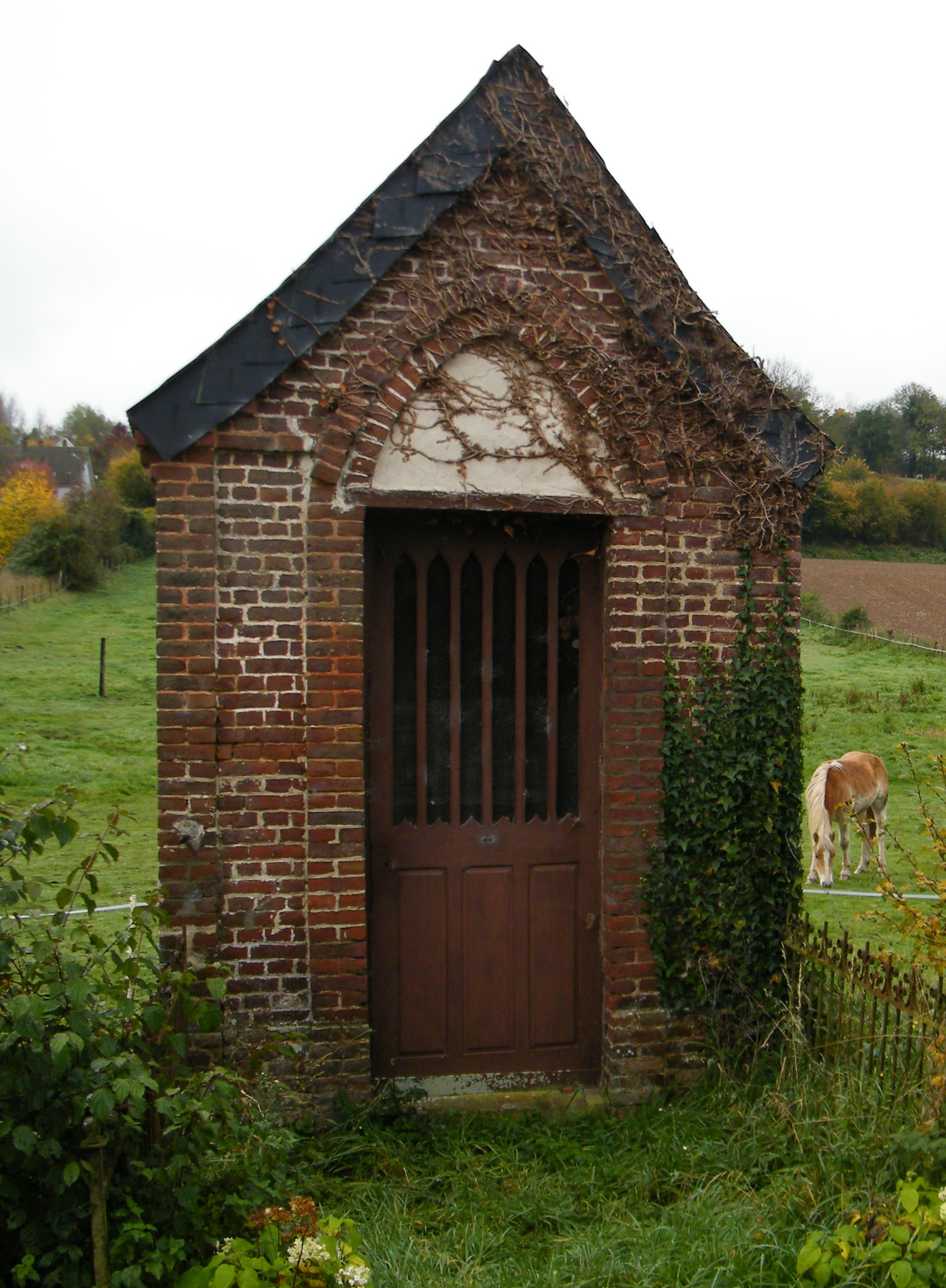
Chapelle dédiée à la Vierge, vers Valloires.
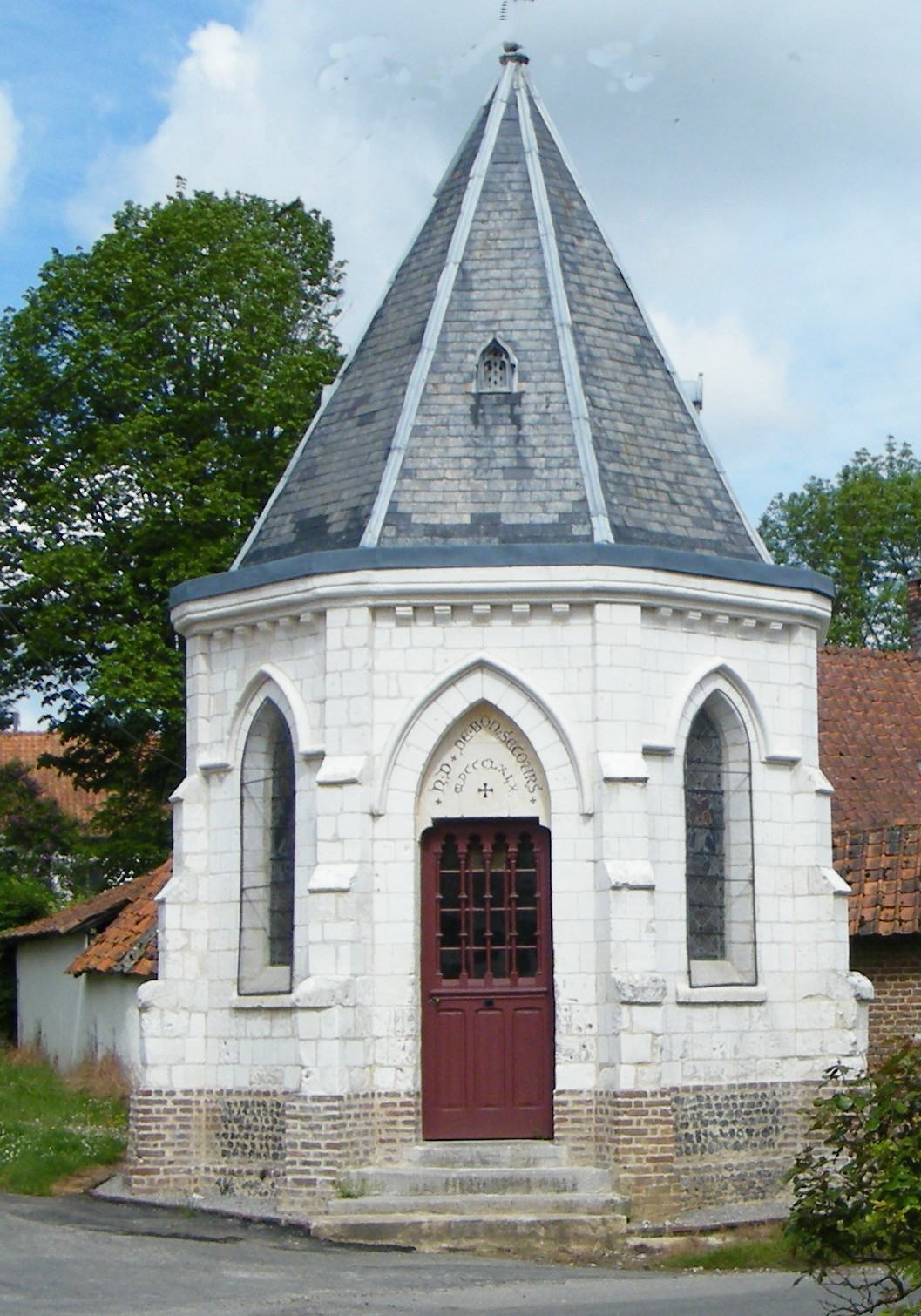
Chapelle du Bon-Secours.

### Personnalités liées à la commune
- Thérèse Papillon est née le 10 septembre 1886 à Saint-Germain-en-Laye et décédée à l'abbaye de Valloires le 23 mars 1983. Infirmière de formation, elle s'engage dans le service de santé des armées pendant la Grande Guerre. Après l'Armistice, elle installe à l'abbaye de Valloires un établissement pour enfants. Pendant la Seconde Guerre mondiale, en 1940, elle vient en aide, avec le personnel du préventorium, aux réfugiés. Pendant l'Occupation, elle cache des enfants juifs dans son établissement jusqu'à la Libération et s'engage dans la Résistance. En 1962, après quarante ans à la tête du préventorium, elle en abandonne la direction et fonde en 1964 un foyer d'accueil qu'elle dirige jusque 1972.

### Héraldique
|  | Les armes de la commune se blasonnent ainsi : Palé d'or et de gueules de huit pièces. |

## Pour approfondir